# Andermatt
Andermatt (rm. Ursera) – miejscowość i gmina w Szwajcarii, w kantonie Uri. Leży w pobliżu Przełęczy Świętego. Gotarda. Ośrodek sportów zimowych. Leży nad rzeką Reuss.

## Demografia
W Andermatt mieszka 1539 osób. W 2021 roku 29% populacji gminy stanowiły osoby urodzone poza Szwajcarią. 

## Transport
Przez teren gminy przebiegają autostrada A2 oraz drogi główne nr 2 i nr 19.

## Ciekawostka
W 1963 r. na stacji benzynowej koło Andermatt kręcono sceny do filmu Goldfinger o losach Bonda.